# Auf der Hardt
Auf der Hardt ist ein Ortsteil von Nümbrecht im Oberbergischen Kreis im südlichen Nordrhein-Westfalen innerhalb des Regierungsbezirks Köln.

## Lage und Beschreibung
Der Ort liegt in Luftlinie rund 5,1 km nordöstlich vom Ortszentrum von Nümbrecht entfernt.

## Geschichte

### Erstnennung
1575 wurde der Ort das erste Mal urkundlich als ein Ort in der Karte von A. Mercator erwähnt. Die Schreibweise der Erstnennung war Off der Hardt.

## Freizeit

### Vereinswesen
- Dorfgemeinschaft Oberbreidenbach Auf der Hardt e. V.
- Haus Auf der Hardt - Einrichtung für Sucht- und psychisch Kranke
- Dorfgemeinschaft Auf der Hardt

#### Radwege
Auf der Hardt durchquert eine der themengebundenen Fahrradtouren der Gemeinde Reichshof.
Tour de Denklingen: Mit 450 zu überwindenden Höhenmetern ist sie eine der leichteren Routen. Zum Teil sind jedoch Steigungen mit über 10 % zu bewältigen.
Ausgangspunkt Rathaus Denklingen
| Routen-Name        | Wegzeichen | Fahrstrecke | Weglänge |
| Tour de Denklingen |            | Heseln – Brüchermühle – Heischeid – Sotterbach – Heienbach Remperg – Auf der Hardt – Rölefeld – Eiershagen – Denklingen | 23 km    |

## Bus und Bahnverbindungen

### Bürgerbus
Haltestelle des Bürgerbusses der Gemeinde Nümbrecht
Route:Oberbierenbach
- Rommelsdorf-Winterborn-Bruch
- Distelkamp-Ödinghausen-Nümbrecht/Busbahnhof

### Linienbus
Haltestelle: Auf der Hardt
- 311 Nümbrecht Busbf. - Oberbreidenbach - Diezenkausen - Waldbröl (OVAG, Werktagsverkehr, samstags Taxibusverkehr)